# Championnat du monde féminin de curling 1990
Navigation
Édition précédente Édition suivante
Le Championnat du monde féminin de curling 1990, douzième édition des championnats du monde de curling, a eu lieu du 1er au 7 avril 1990 à Västerås, en Suède. Il est remporté par la Norvège.